# Mozartius kyushuensis
Mozartius kyushuensis är en skalbaggsart som beskrevs av Teruo Ochi, Kawahara och Kawai 2002. Mozartius kyushuensis ingår i släktet Mozartius och familjen Aphodiidae. Inga underarter finns listade i Catalogue of Life.